# Finské euromince

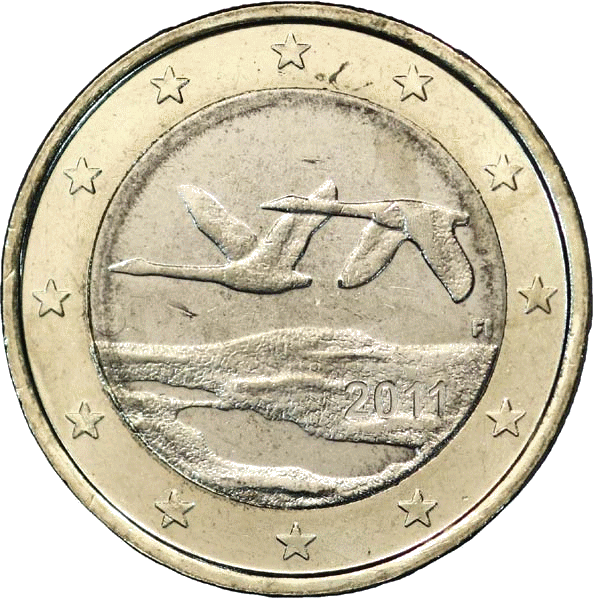
Finská jednoeurová mince

Finské euromince jsou v oběhu od 1. ledna 2002. Finsko je členem Evropské unie od roku 1995 a také členem Evropské měnové unie.
Ve Finsku se mince v hodnotách 1 a 2 centy nepoužívají a bylo jich vyraženo pouze málo pro sběratele. Přesto se počítá s cenami v hodnotách s přesností na 1 cent, a tak jsou celkové ceny zaokrouhlovány na nejbližší hodnoty s přesností 5 centů (buď nahoru nebo dolů) podobně jako české haléře.

## Vzhled finských euromincí

### Prvotní vzhled
Na rubových stranách mincí od 1 do 50 eurocentů je stejný motiv, ale na mincích 1 a 2 eura jsou motivy rozdílné. Na minci 2 eura je vyobrazena rostlinka a plody morušky a tento motiv navrhl Raimo Heino. Na minci 1 euro je motiv dvou letících labutí, který byl převzat ze soutěže návrhů pamětní mince k oslavě 80. výročí nezávislosti Finska a který vytvořil Pertti Mäkinen. Na všech mincích eurocentů (1, 2, 5, 10, 20 a 50 centů) je zobrazen stejný motiv – heraldický lev. Ten byl v minulosti vyobrazen v různých obměnách na několika finských mincích, například na minci v hodnotě 1 markka v letech 1964–2001, a vytvořil ho Heikki Häiväoja. Na všech mincích je také zobrazeno 12 hvězd symbolizujících Evropskou unii a rok vyražení.,

#### Pozměněný motiv
Kvůli doporučení Evropské rady se od začátku roku 2007 razí pozměněné mince takové, aby vyhovovaly tomuto doporučení. Oproti původnímu vzhledu přibyly na minci nápis FI (zkratka pro název státu Finsko) na pravé straně mince a symbol mincovny, která finské euromince razí. Tento pozměněný motiv není považován jako druhá série finských mincí, pouze jako poupravení předešlého designu.
V roce 2008 nastala u finských euromincí drobná změna jejich vzhledu. Doporučení Evropské komise říká, že na vnějším mezikruží by mělo být pouze 12 evropských hvězd. Finské mince pozměněné v roce 2007 měly v levé části vnějšího mezikruží umístěnou i značku mincovny. Od roku 2008 je tato značka umístěna ve vnitřním kruhu mince. Přesunutí mincovní značky je jediná změna, která nastala mezi 1. a 2. pozměněným motivem.

## Pamětní mince

### Dvoueurové oběžné mince
Následující přehled zahrnuje 2€ pamětní mince vydané mezi roky 2004 a 2024.
1. 2004 – páté rozšíření Evropské unie v roce 2004
2. 2005 – 60. výročí založení Organizace spojených národů a 50. výročí členství Finska v OSN
3. 2006 – 100. výročí zavedení všeobecného a rovného volebního práva
4. 2007 – 90 let od vyhlášení finské nezávislosti
5. 2007 – společná série mincí států eurozóny – 50 let od podepsání Římských smluv
6. 2008 – 60 let od podepsání Všeobecné deklarace lidských práv
7. 2009 – dvousté výročí prvního zasedání finského parlamentu a vzniku ústředních vládních orgánů ve Finsku
8. 2009 – společná série mincí států eurozóny – 10 let od zavedení eura jako bezhotovostní měny
9. 2010 – 150 let od zavedení finské marky do peněžního oběhu
10. 2011 – 200 let od založení Finské národní banky
11. 2012 – společná série mincí států eurozóny – 10 let od zavedení eurobankovek a euromincí
12. 2012 – 150. výročí narození umělkyně Helene Schjerfbeckové
13. 2013 – 150. výročí parlamentu z roku 1863, kdy byla ve Finsku zahájena pravidelná parlamentní zasedání
14. 2013 – 125 let od narození Franse Eemila Sillanpää, držitele Nobelovy ceny za literaturu
15. 2014 – sté výročí narození spisovatelky a výtvarnice Tove Janssonové
16. 2014 – sté výročí narození designéra a návrháře interiérů Ilmariho Tapiovaary
17. 2015 – společná série mincí států eurozóny – 30 let vlajky Evropské unie
18. 2015 – 150. výročí narození komponisty Jeana Sibelia
19. 2015 – 150. výročí narození umělce Akseli Gallen-Kallela
20. 2016 – 90 let od úmrtí básníka Eina Leina
21. 2016 – 100 let od narození filozofa George Henrika von Wright
22. 2017 – 100 let nezávislosti Finska
23. 2017 – finská příroda
24. 2018 – krajina finského národního parku Koli
25. 2018 – finská kultura – saunování
26. 2019 – finský ústavní zákon
27. 2020 – univerzity a společnost – 100 let Univerzity v Turku
28. 2020 – Sté výročí narození Väinöho Linny
29. 2021 – 100 let od vyhlášení samosprávy Aland
30. 2021 – žurnalistika a otevřená komunikace na podporu finské demokracie
31. 2022 – společná série mincí států eurozóny – 35 let od zahájení programu Erasmus
32. 2022 – sté výročí Finského národního baletu
33. 2022 – výzkum klimatu ve Finsku
34. 2023 – první finský zákon o ochraně přírody
35. 2023 – sociální a zdravotnické služby
36. 2024 – volby a demokracie
37. 2024 – finští architekti – Herman Gesellius, Armas Lindgren a Eliel Saarinen